# Binot Paulmier de Gonneville
Binot Paulmier, sieur de Gonneville var en fransk søfarende i begyndelsen af det 16. århundrede. I det 17. og 18. århundrede var der i Frankrig en udbredt tro på, at han var den, som rent faktisk havde opdaget Australien. Denne påstand afvises i dag af historikerne.
I 1503 sejlede de Gonneville fra Honfleur i Normandiet, tilsyneladende med kurs mod Brasilien. I 1505 vendte han tilbage, og hævdede at have opdaget det "store Austral land" som han også kaldte "Indies Meridionale." Ifølge de Gonneville var han blevet i seks måneder på dette idylliske sted, hvor indbyggerne ikke behøvede at arbejde på grund af den naturlige rigdom. De Gonneville hævdede, at dette land lå seks ugers sejlads øst for Kap Det Gode Håb.
De Gonnevilles historie blev glemt frem til 1663, hvor Jean Paulmier de Courtonne, kannik ved Saint-Pierre kirken i Lisieux, som var en slægtning til de Gonneville's, udgav en bog: Erindringer vedrørende grundlæggelsen af en kristen mission i australlandet, hvori han hævdede at være oldebarn af en "Inder" som de Gonneville havde hjembragt til Frankrig i 1505.
De Courtonnes påstande vakte genlyd på et tidspunkt hvor fransk patriotisme var såret af den succes som hollænderne og englænderne havde med at gøre opdagelser i Stillehavet. De Gonnevilles glemte historier blev vakt til live som grundlag for et fransk krav på disse nye områder. Troen på disse voksede ind i det 18. århundrede og førte til franske ekspeditioner såsom dem under Bouvet og Bougainville.
Det vides i dag, at det område som Gonneville opdagede ikke var Australien, eller som det har været foreslået, Madagaskar, men er en del af Brasiliens kyst på og omkring øen Santa Catarina, og at de indbyggere han mødte, hvoriblandt Iça-Mirim (hvis navn på fransk blev Essomericq) blev ført tilbage til Frankrig og giftet med Gonnevilles datter, var Carijo indianere.